# Đường Lombard (San Francisco)

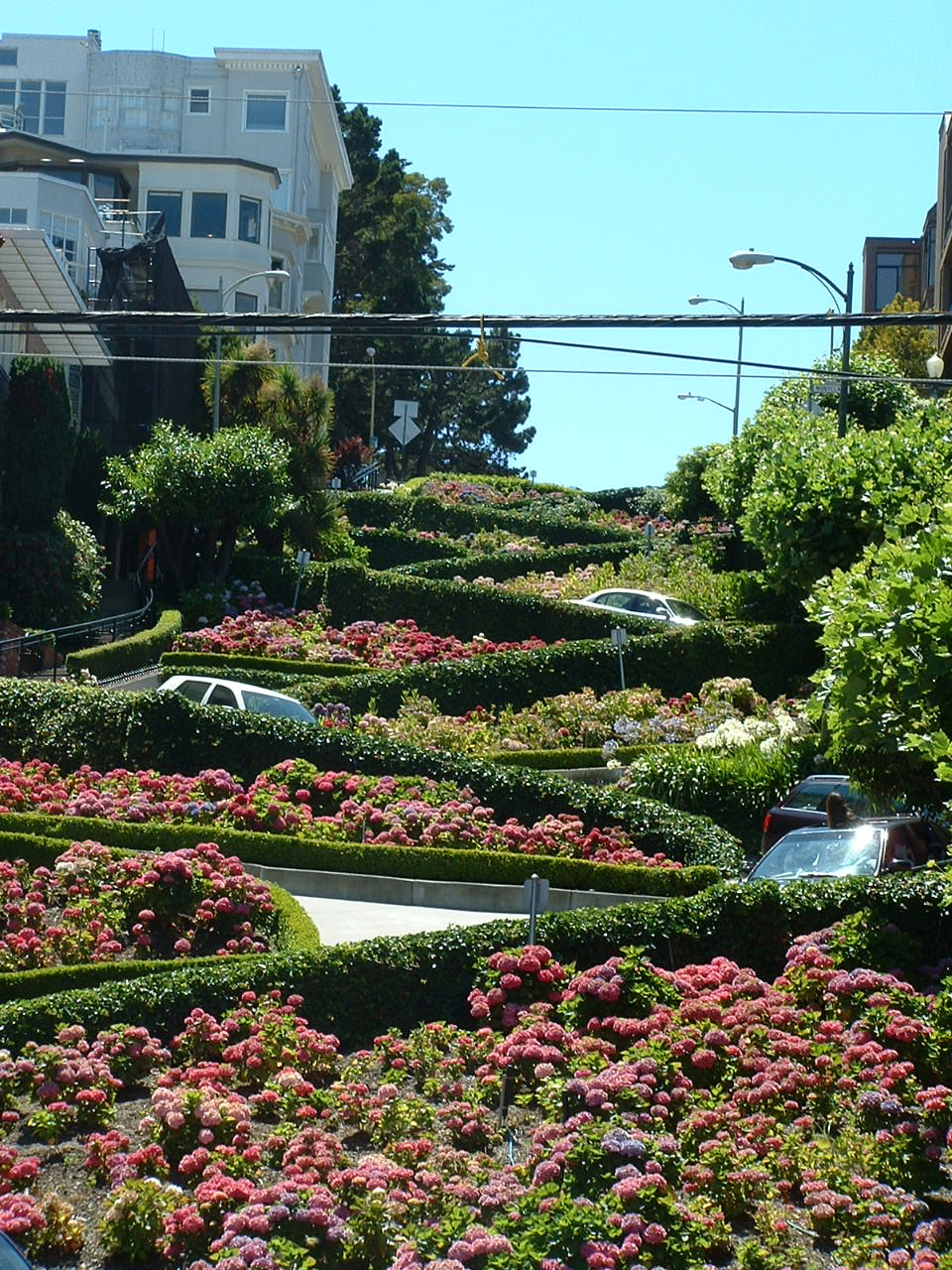
Con đường ngoằn ngoèo ở Phố hoa Lombard

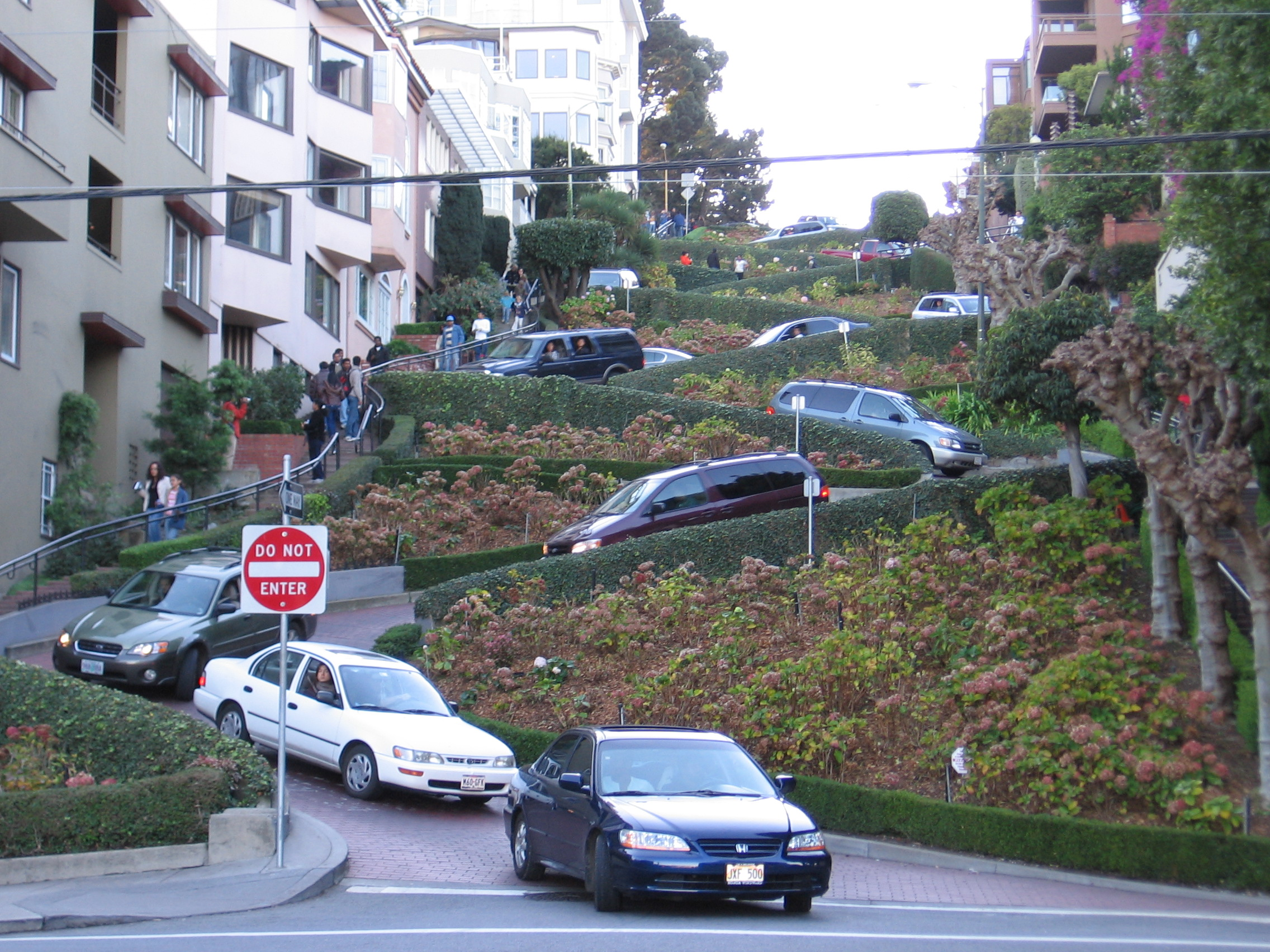
Xe đang lưu thông trên phố hoa Lombardt

Lombard Street là một đường phố đông-tây ở San Francisco, California, Hoa Kỳ. Đường phố này nổi tiếng vì có đường phố dốc, ngoằn ngoèo có trồng hoa đẹp. Phố hoa Lombard bắt đầu ở The Presidio và chạy về phía Đông qua khu Cow Hollow. Đối với 12 dãy nhà giữa phố Broderick và đại lộ Van Ness, nó là con đường huyết mạch cùng có tên là U.S. Route 101. Phố Lombard sau đó qua Đồi Nga và các khu Telegraph Hill, và bị chặn ngang ở đại lộ Telegraph dẫn đến công viên Pioneer. Cuối cùng phố Lombard chấm dứt ở The Embarcadero như một đường gom.
Đường Lombard nổi tiếng với một dãy phố trên Đồi Nga giữa các phố Hyde và Leavenworth, với con đường hình sin được coi là đường ngoằn ngoèo nhất Hoa Kỳ. Thiết kế đường ngoằn ngoèo để giảm độ dốc 27° đã được chủ đất Carl Henry đề nghị và đã được tiến hành năm 1922. Tốc độ lưu thông trên đường này là 5 km/h trên đoạn đường dài 400 m. Đường này chỉ lưu thông một chiều từ trên xuống dưới.